# هارولد رز
هارولد رز (انگلیسی: Harold Rose؛ ۲۷ مارس ۱۹۰۰ – May 1990 (aged 89-90)) بازیکن فوتبال اهل بریتانیا بود.
از باشگاه‌هایی که در آن بازی کرده‌است می‌توان به باشگاه فوتبال بریستول راورز و باشگاه فوتبال ردینگ اشاره کرد.